# Carl Harko von Noorden
Carl Harko von Noorden (ur. 13 września 1858 w Bonn, zm. 26 października 1944 w Wiedniu) – niemiecki lekarz.
Syn historyka Carla von Noordena. Studiował na Uniwersytecie Eberharda Karola w Tybindze, Uniwersytecie Alberta i Ludwika we Fryburgu Bryzgowijskim i Uniwersytecie w Lipsku, gdzie w 1882 roku otrzymał tytuł doktora nauk medycznych. Od 1883 asystent i od 1885 Privatdozent na Uniwersytecie Justusa Liebiga w Gießen. W 1889 został pierwszym asystentem w klinice w Berlinie. W 1906 zastąpił Nothnagela na katedrze w Wiedniu.
Zajmował się zagadnieniami albuminurii, chorób nerek, dietetyki. Historyczna terapia Noordena stosowana w cukrzycy polegała na ograniczeniu białka w diecie (opierała się na otrębach owsianych).

## Prace
- Der Diabetes mellitus. 2., umgearb. Aufl. Wien: Hölder 1906.
- Handbuch der Pathologie des Stoffwechsels. Hrsg. von Carl von Noorden. 2. Aufl. 2 Bde. Berlin, 1907.